# Erik Carlén
Karl Erik Herman Carlén född 15 januari 1906 i Hällabrottet i Kumla församling i Örebro län, död 27 november 1986 i Yxhult, Kumla församling, var en svensk industriman främst verksam i Yxhult AB/Ytong.

## Biografi
Erik Carlén var son till Carl August Carlén, ensam ägare och verkställande direktör samt styrelseordförande för Yxhults Stenhuggeri AB, och Gerda Carlén, född Engvall. Han tog studentexamen 1924 och avlade ekonomisk examen vid Handelshögskolan i Stockholm. Han började därefter arbeta på dåvarande Yxhults Stenhuggeri AB 1928 och blev invald i styrelsen som styrelseledamot.     
Han ingick två äktenskap. I det första gifte han sig 1932 med Harriet Charlotta Carlén, född Lindberg (1907–1951) med vilken han fick två barn. Efter att han blivit änkling gifte han 1952 om sig med Rut Ingegerd Cecilia Carlén, född Kjellander (1926–1979). De var båda esperantister och engagerade i esperantorörelsen. De fick ett barn. 
Disponentvillan i Hällabrottet uppfördes 1931-1932 ritades av arkitekt Ragnar Östberg.

### Livsgärningen Yxhult AB
Under sin tid på Yxhult AB (Ytong AB fram till och med 1973) fick Erik Carlén tillsammans med sin yngre bror Bertil Carlén, under ledning av fadern Carl August Carlén, 1929 vara med om uppkomsten av ett nytt byggnadsmaterial, ånghärdad gasbetong (autoklaverad eller ånghärdad lättbetong). Materialet framställdes enligt en patenterad uppfinning 1924 av teknologie doktor Karl Axel Eriksson vid institutionen för byggnadsteknik på Kungliga Tekniska Högskolan i Stockholm. 1940 gav Erik Carlén namnet Ytong åt produkten, en kombination av första bokstaven i Yxhult och slutstavelsen i gasbetong. Han initierade en för branschen ny marknadsföring av byggmaterial genom att varumärkesskydda Ytong och dess logotyp med svart text på gul bakgrund, samt genom att med aktiva reklaminsatser stötta företagets försäljning.
Det var på sin tid en mycket djärv satsning som Carl August Carlén gjorde när han satte igång en industrialiserad produktion av lättbetong som skulle komma att prägla den moderna bebyggelsen både i Sverige och i utlandet. Produkten som då var ett komplement till dåvarande stenhuggeriverksamhet med marmor och kalksten skulle senare bli en av företagets huvudprodukter, känt över hela världen. En annan viktig och framgångsrik produkt för Yxhult AB under 1970-talet var Mexi fasadsten.    
Andra världskrigets effekter på Tyskland och Europa innebar ett stort återuppbyggnadsbehov. Bostadspolitiken i Sverige förändrades med krav på bättre värmeisolerade bostäder och en rationalisering av byggnadsproduktionen mot storskaligt industriellt byggande. Målet var att höja standarden, bygga bort bostadsbristen och öka sysselsättningen. Samtidigt växte den kommunala sektorn. Detta bidrog till att företaget expanderade kraftigt och utvecklades till en världsledande koncern inom byggmaterialbranschen. Företaget nådde sin höjdpunkt 1973 med leveranser av 2,4 miljoner m³ Ytong lättbetong inkl. Ytong AG och 77 miljoner Mexi-sten. Som mest levererades 89.000 m² natursten (1971) samt Ytonghus byggsatser och entreprenader till ett värde av 138 mkr (1975). 1972 hade koncernen totalt 3 200 anställda i Sverige, Tyskland, Österrike och Schweiz.
År 1961 övertog Erik Carlén ordförandeskapet efter sin bortgångne far Carl August Carlén i styrelsen för världskoncernen Yxhult AB (1961-1965). Bröderna Erik och Bertil Carlén ingick i företagets direktion samt under många år i styrelsen, som Yxhults Stenhuggeri AB sedermera Ytong AB, AB Ytonghus, Ytong AG, Ytong Internationl AB, Minwool AB, AB Gullhögens bruk, med flera.
Yxhult AB:s kraftiga hausse fram till toppåret 1973 vände till en nästan lika snabb nedgång åren därefter, då bostadsbyggandet efter fullbordandet av den stora statliga satsningen av en miljon byggda lägenheter (miljonprogrammet) under perioden 1965-1974 hade genomförts. Under senare delen av 1970-talet ledde detta till nya utmaningar med nedläggningar av produktionsanläggningar och andra olönsamma delar av företaget samt effektiviseringar för att anpassa verksamheten till den nya situationen på marknaden.  
Företaget kom på obestånd 1986 och ställde in betalningarna. Produktionen av Ytong hade då sjunkit till klart olönsam nivå. Inför verkställd ackordsuppgörelse förvärvade en tidigare mångårig styrelseledamot i Yxhult AB, advokat Lars Sjöborg, företaget som drevs vidare i 18 år till konkursdagen i januari 2004.
Varumärket och produkten Ytong, som Erik Carlén namngav 1940, lever idag (2019) vidare i nya länder genom Xella International GmbH(de), Duisburg som är en tysk byggmaterialkoncern med lättbetongprodukterna Ytong, Hebel och Durox samt kalksandstenprodukten Silka på sitt program. Ytong lättbetong tillverkas och marknadsförs numera i Xellas regi genom egna och licensierade företag världen över.

### Övriga uppdrag och engagemang
Erik Carlén lärde sig esperanto 1923 och blev snabbt en hängiven esperantist. Han bjöd in och organiserade en föreläsning i Sverige med esperantisterna Lakshmiswar Sinha, Andrew Cseh och Tiberius Morariu. Han var också en aktiv kursledare och skrev boken Svensk esperantogrammatik (1962).   
Han var också en pionjär inom radiosändningar. Redan under sina första år som esperantist var han först i Sverige att tala esperanto via radio hos en provstation i Örebro. Även om radiosändningarna bara nådde några mil så introducerade han 50 år senare under några år esperanto i radiostationen IBRA radio.  
Särskilt nära stod honom den kristna esperantorörelsen. Han var medgrundare till den svenska sektionen av KELI (Kristana Esperantista Ligo Internacia – Internationella förbundet för kristna esperantister) 1934 och dess ordförande, såväl som redaktör för tidningen Guds rike (Dia Regno) 1948–1955. I många esperantoarrangemang var han populär som predikant i samband med gudstjänster. Han har på esperanto också bidragit till boken Kredo al dio en la atomepoko av G Lundberg (1965). 
Han var en av grundarna av Institutet för esperanto inom industri och handel (EKI - Instituto por Esperanto en Komerco kaj Industrio) som grundades 1963. Institutets viktigaste bidrag var tillkomsten av den ekonomiska ordboken International Business Dictionary in Nine Languages (1974). 
Från 1929 till 1970 arbetade han som delegat för världsesperantoförbundet UEA (Universala Esperanto-Asocio) och slutligen som fackdelegat inom industri och handel. Rollen som vice ordförande för UEA behöll han under perioden 1964-1974. 
Carlén  var en profil inom pingströrelsen och var under många år en inflytelserik person i kretsen kring Lewi Pethrus. När Lewi Pethrus tog initiativet till startandet av dagstidningen DAGEN så var det under tidningens första tid Pethrus, Carlén och textilfabrikören KG Ottosson som var ägare till tidningen. Efter en tid övertog Ottosson ensam ägandet av tidningen tills hans textilimperium drabbades av konkurs och pingströrelsen övertog ägandet av tidningen. Erik Carlén var under 15 års tid (1945–1960) ledamot i tidningen Dagens styrelse. Han var också engagerad i den av Lewi Pethrus startade - Sveriges första privata "piratradio" - IBRA radio. 1966 gav han ut boken "Gud behöver inga kryckor" som uppfattades som en kritik av pingströrelsens affärsverksamhet.